# Liste der Monuments historiques in Château-Porcien
Die Liste der Monuments historiques in Château-Porcien führt die Monuments historiques in der französischen Gemeinde Château-Porcien auf.

## Liste der Immobilien
| Bezeichnung        | Beschreibung           | Standort                 | Kennzeichnung | Schutzstatus   | Datum     | Bild           |
| ------------------ | ---------------------- | ------------------------ | ------------- | -------------- | --------- | -------------- |
| Kirche St-Thibault | ab dem 15. Jahrhundert | Place de l’Église (Lage) | PA00078420    | Inscrit Classé | 1971 1984 | weitere Bilder |

## Liste der Objekte
| Bezeichnung                                                                         | Beschreibung | Standort                                      | Kennzeichnung | Schutzstatus | Datum | Bild |
| ----------------------------------------------------------------------------------- | --- | --------------------------------------------- | ------------- | ------------ | ----- | ---- |
| Taufbecken                                                                          | Stein, 15. Jahrhundert                                                                                            | in der Kirche St-Thibault (Lage)              | PM08000124    | Classé       | 1911  |      |
| Gemälde Kreuzabnahme                                                                | Ölfarbe auf Leinwand, 18. Jahrhundert                                                                             | in der Kapelle des ehemaligen Hospizes (Lage) | PM08000129    | Classé       | 1911  |      |
| Wandvertäfelung                                                                     | in der Kapelle auf der Nordseite; Holz, 18. Jahrhundert                                                           | in der Kirche St-Thibault (Lage)              | PM08000132    | Classé       | 1977  |      |
| Theobalds-Altar                                                                     | in der Kapelle auf der Nordseite; Kalkstein und Holz, farbig gefasst und vergoldet, Marmor, um 1800               | in der Kirche St-Thibault (Lage)              | PM08000948    | Inscrit      | 1976  |      |
| Drei Gemälde mit Darstellung der Evangelisten                                       | Ölfarbe auf Leinwand, 19. Jahrhundert; viertes Gemälde Johannes Evangelist vor 1976 verschwunden                  | in der Kirche St-Thibault (Lage)              | PM08000955    | Inscrit      | 1976  |      |
| Epitaph für François Bion                                                           | Marmor, bezeichnet 1771                                                                                           | in der Kirche St-Thibault (Lage)              | PM08000958    | Inscrit      | 1976  |      |
| Zwei Gemälde: Heiliger Theobald und heiliger Eligius                                | Ölfarbe auf Leinwand, 18. Jahrhundert, von Nicolas Wilbault                                                       | in der Kirche St-Thibault (Lage)              | PM08000123    | Classé       | 1908  |      |
| Osterleuchter                                                                       | Holz, 17. Jahrhundert                                                                                             | in der Kirche St-Thibault (Lage)              | PM08000126    | Classé       | 1911  |      |
| Gemälde Rosenkranzmadonna                                                           | Ölfarbe auf Leinwand, 18. Jahrhundert                                                                             | in der Kirche St-Thibault (Lage)              | PM08000133    | Classé       | 1977  |      |
| Gemälde Geiselung Christi                                                           | Ölfarbe auf Leinwand, 18. Jahrhundert                                                                             | in der Kirche St-Thibault (Lage)              | PM08000954    | Inscrit      | 1976  |      |
| Gemälde Jesus und die Schriftgelehrten                                              | Ölfarbe auf Leinwand, 18. Jahrhundert                                                                             | in der Kirche St-Thibault (Lage)              | PM08000953    | Inscrit      | 1976  |      |
| Gedenktafel                                                                         | Marmor, bezeichnet 1817                                                                                           | in der Kirche St-Thibault (Lage)              | PM08000957    | Inscrit      | 1976  |      |
| Gemälde Triumph des Glaubens nach der französischen Revolution                      | Ölfarbe auf Leinwand, 1802 von Jacques Wilbault; seit 1918 verschwunden                                           | in der Kirche St-Thibault (Lage)              | PM08000130    | Classé       | 1911  |      |
| Gemälde Die heilige Dreifaltigkeit, Maria und die Apostel                           | Ölfarbe auf Leinwand, 19. Jahrhundert                                                                             | in der Kirche St-Thibault (Lage)              | PM08000131    | Classé       | 1977  |      |
| Tabernakel und zwei Altarleuchter                                                   | Holz, farbig gefasst und vergoldet, Metall, vergoldet, 19. Jahrhundert; verschwunden                              | in der Kirche St-Thibault (Lage)              | PM08000946    | Inscrit      | 1976  |      |
| Linker Seitenaltar                                                                  | Altartisch und Retabel: Holz, um 1800; Gemälde Kreuzigungsgruppe: Ölfarbe auf Leinwand, 1766 von Jacques Wilbault | in der Kirche St-Thibault (Lage)              | PM08000947    | Inscrit      | 1976  |      |
| Kruzifix                                                                            | Holz, farbig gefasst, 18. Jahrhundert                                                                             | in der Kirche St-Thibault (Lage)              | PM08000951    | Inscrit      | 1976  |      |
| Kanzel                                                                              | Holz, 18. Jahrhundert                                                                                             | in der Kirche St-Thibault (Lage)              | PM08000952    | Inscrit      | 1976  |      |
| Relief mit Inschriftstein                                                           | Stein, bezeichnet 1534                                                                                            | in der Kirche St-Thibault (Lage)              | PM08000125    | Classé       | 1911  |      |
| Adlerpult                                                                           | Holz, 18. Jahrhundert                                                                                             | in der Kirche St-Thibault (Lage)              | PM08000127    | Classé       | 1911  |      |
| Gemälde Der heilige Karl Borromäus spendet den Pestkranken in Mailand die Kommunion | Ölfarbe auf Leinwand, 17. Jahrhundert                                                                             | in der Kapelle des ehemaligen Hospizes (Lage) | PM08000128    | Classé       | 1911  |      |
| Gemälde Jesus auf dem Weg zum Kalvarienberg                                         | Ölfarbe auf Leinwand, 18. Jahrhundert; nach Pierre Mignard                                                        | in der Kirche St-Thibault (Lage)              | PM08000134    | Classé       | 1977  |      |
| Skulptur Heiliger Theobald                                                          | Holz, farbig gefasst, Anfang des 19. Jahrhunderts                                                                 | in der Kirche St-Thibault (Lage)              | PM08000949    | Inscrit      | 1976  |      |
| Skulptur Madonna mit Kind                                                           | Holz, erste Hälfte des 18. Jahrhunderts                                                                           | in der Kirche St-Thibault (Lage)              | PM08000950    | Inscrit      | 1976  |      |
| Kreuzweg                                                                            | dreizehn Gemälde; Ölfarbe auf Leinwand, 19. Jahrhundert; ein Gemälde fehlt                                        | in der Kirche St-Thibault (Lage)              | PM08000956    | Inscrit      | 1976  |      |